# Marion County (Alabama)
Marion County is een county in de Amerikaanse staat Alabama.
De county heeft een landoppervlakte van 1.920 km² en telt 31.214 inwoners (volkstelling 2000). De hoofdplaats is Hamilton.